# سفارة السنغال في فرنسا
سفارة السنغال في فرنسا هي أرفع تمثيل دبلوماسي لدولة السنغال لدى فرنسا. تقع السفارة في باريس وهي تهدف لتعزيز المصالح السنغالية في فرنسا.
السفارة السنغالية في فرنسا تقع في 14 شارع روبرت شومان، 75017 باريس.

## وصلات خارجية
- الموقع الرسمي
- قائمة سفارات السنغال
- قائمة السفارات في فرنسا